# さぬき市民病院
さぬき市民病院（さぬきしみんびょういん）は、香川県さぬき市寒川町に所在する市区町村立病院である。
救急告示病院、香川県災害拠点病院等に指定されている。

## 診療科
- 内科
- 皮膚科
- リウマチ科
- 小児科
- 精神科
- 外科
- 泌尿器科
- 脳神経外科
- 整形外科
- 形成外科
- 眼科
- 耳鼻咽喉科
- 産婦人科
- リハビリテーション科
- 放射線科
- 麻酔科
- 心療内科

## 医療機関の指定・認定
（下表の出典）
| 保険医療機関                                             | 戦傷病者特別援護法指定医療機関           |
| 労災保険指定医療機関                                     | 原子爆弾被害者医療指定医療機関           |
| 指定自立支援医療機関（更生医療）                         | 原子爆弾被害者一般疾病医療取扱医療機関   |
| 指定自立支援医療機関（育成医療）                         | 第二種感染症指定医療機関                 |
| 指定自立支援医療機関（精神通院医療）                     | 公害医療機関                             |
| 身体障害者福祉法指定医の配置されている医療機関           | 母体保護法指定医の配置されている医療機関 |
| 精神保健指定医の配置されている医療機関                   | 災害拠点病院（地域）                     |
| 生活保護法指定医療機関                                   | へき地医療拠点病院                       |
| 結核指定医療機関                                         | 臨床研修病院                             |
| 指定養育医療機関                                         | 特定疾患治療研究事業委託医療機関         |
| 指定小児慢性特定疾病医療機関                             | 在宅療養支援病院                         |
| 難病の患者に対する医療等に関する法律に基づく指定医療機関 | DPC対象病院                              |

- 救急告示病院（二次救急）[3]
- DMAT指定病院[4]
- 香川県肝疾患専門医療機関[4]
- 公益財団法人日本医療機能評価機構認定病院[5]
- このほか、各種法令による指定・認定病院であるとともに、各学会の認定施設でもある。

## 交通アクセス
- 大川バス引田線「さぬき市民病院前」停留所下車[6]
- さぬき市コミュニティバス「さぬき市民病院」停留所下車[6]